# Castillo del Taureau

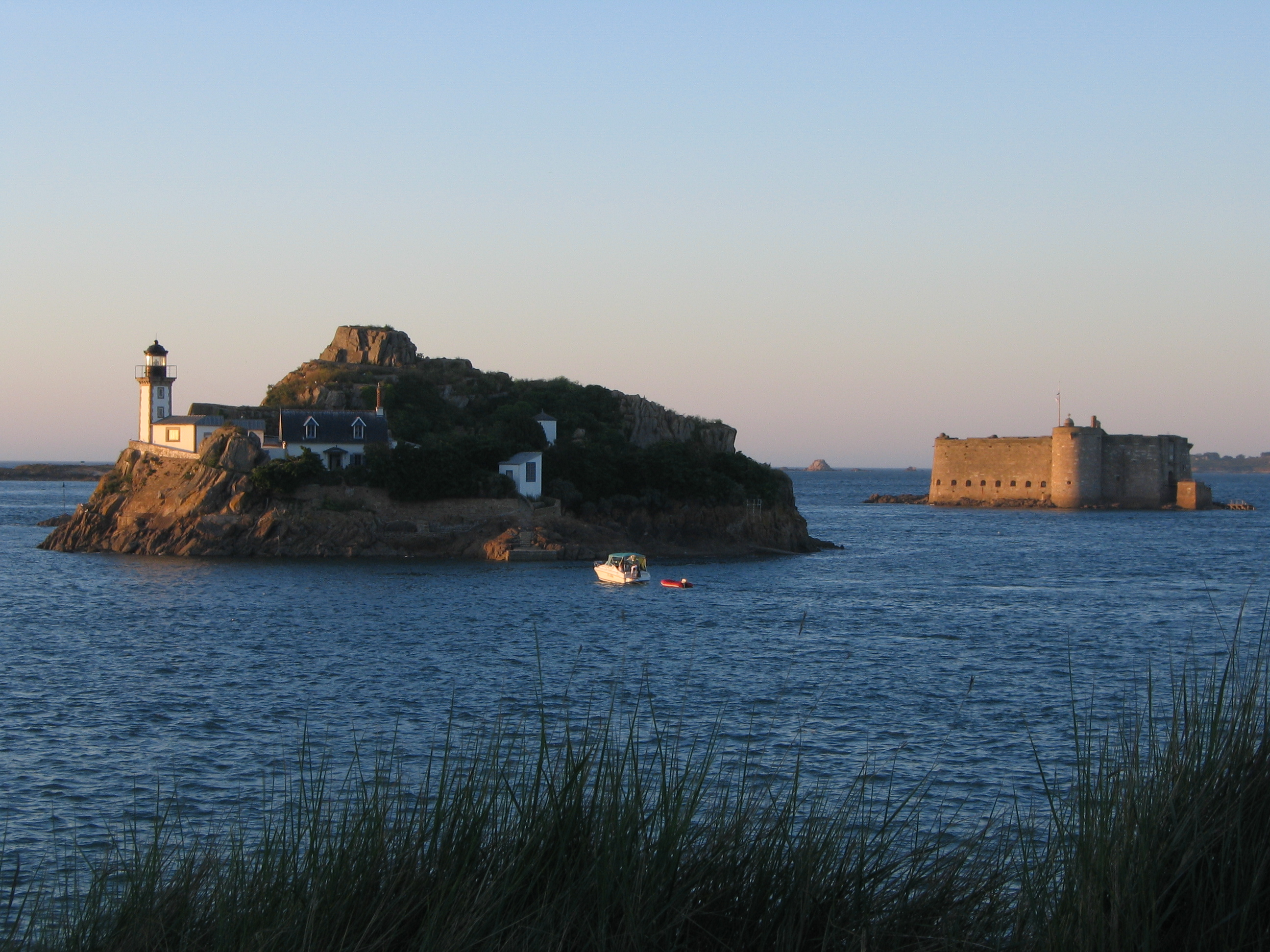
La isla Louët y el castillo del Taureau visto de la punta de Penn-al-Lann en Carantec.

El castillo del Taureau está ubicado en el municipio de Plouezoc'h a la entrada de la bahía de Morlaix en Finisterre (Francia). Es un monumento histórico desde 1914.

## Historia
Tras una incursión inglesa que llegó a saquear Morlaix en 1522, los habitantes de la ciudad deciden fortificar el acceso a la ría para prevenir posteriores ataques marítimos.
Para ello se elige un islote rocoso que domina la bocana de la ría, y se espera la autorización real, que llega en 1542. La construcción, no excesivamente sólida, se derrumba en parte a comienzos del siglo XVII.

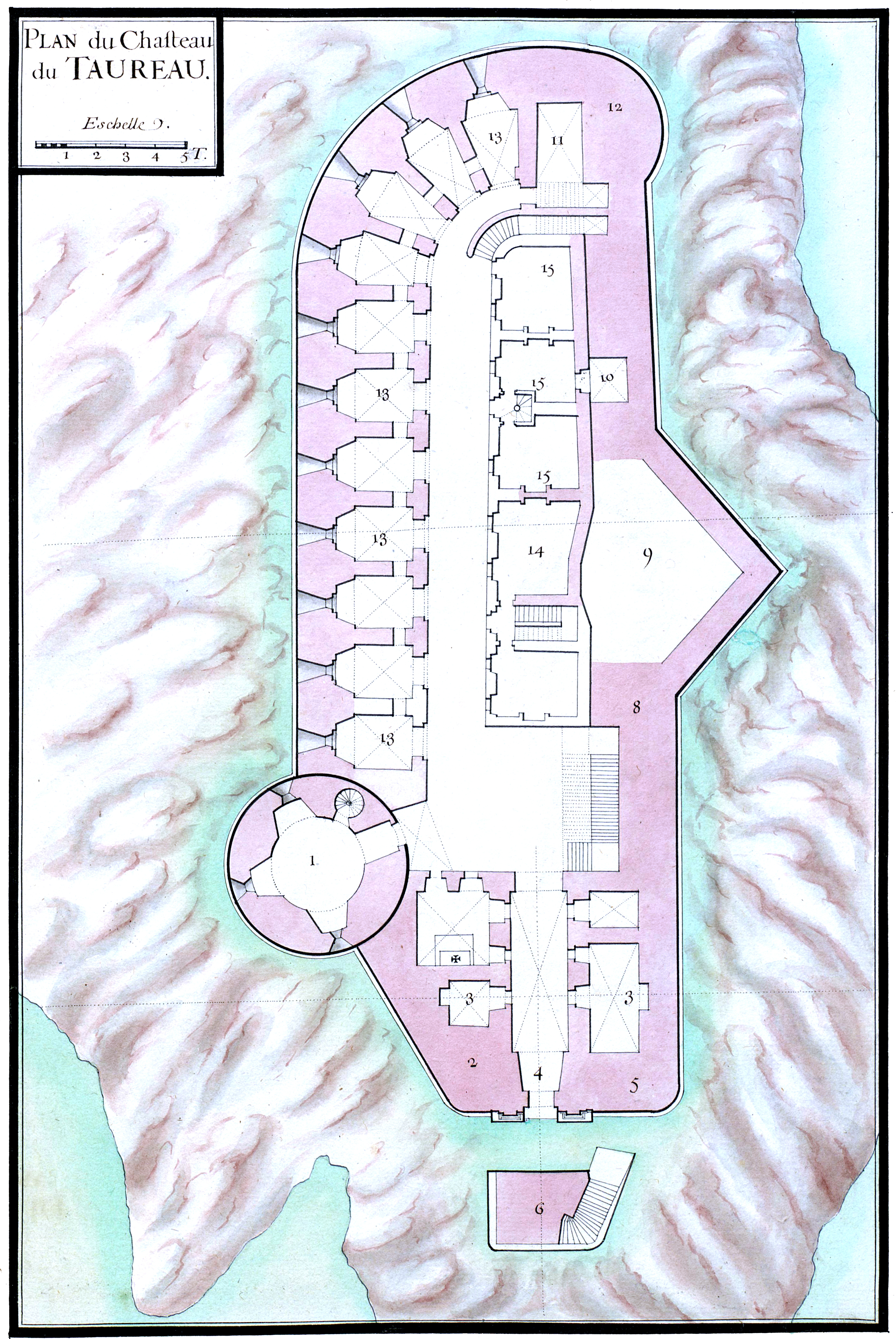
Plano del fuerte en una obra de finales del.

En 1660 Luis XIV asume la titularidad del fuerte. Vauban, observando su fragilidad, decide reconstruirlo en su mayor parte en 1689. Las obras no terminaron hasta mediados del siglo XVIII.
Con el progreso de la artillería durante el siglo XIX, el Castillo del Taureau queda obsoleto y deja de tener fines militares, pasando por diversas manos durante el siglo XX. Desde 2006 está abierto al público.